# Platygaster simplex
Platygaster simplex är en stekelart som först beskrevs av Charles Thomas Brues 1922.  Platygaster simplex ingår i släktet Platygaster och familjen gallmyggesteklar. Inga underarter finns listade i Catalogue of Life.